# Perlodinella microlobata
Perlodinella microlobata är en bäcksländeart som beskrevs av Wu, C.F. 1938. Perlodinella microlobata ingår i släktet Perlodinella och familjen rovbäcksländor. Inga underarter finns listade i Catalogue of Life.